# Волков, Иван Степанович
Ива́н Степа́нович Во́лков (28 октября 1915, Рахманово, Московская губерния — 23 января 1989, Курган) — генерал-майор авиации ВС СССР, участник Великой Отечественной и Корейской войн, Герой Советского Союза (1944). Находясь в запасе работал заместителем директора института «Атомэлектропроект».

## Биография
Иван Волков родился 28 октября 1915 года в крестьянской семье в деревне Рахманово Буйгородской волости Волоколамского уезда Московской губернии, ныне деревня входит в Волоколамский городской округ Московской области.
Учился в Спировской начальной школе, затем Детгородковской средней школе, где в 1930 году окончил семь классов.
В 1934 году в городе Волоколамске окончил сельскохозяйственный техникум имени Коммунистического интернационала молодёжи, после чего работал техником-технологом по первичной обработке льна на Дровнинском льнозаводе.
В январе 1937 года Волков был призван на службу в Рабоче-крестьянскую Красную Армию и по комсомольскому набору был направлен в 3-ю военную школу лётчиков и лётчиков-наблюдателей в Оренбурге, которую окончил в 1939 году. Проходил службу в лётчиком в 12-м штурмовом авиационном полку Забайкальского военного округа.
С 1939 года член ВКП(б), c 1952 года — КПСС.
С июля 1941 года — на фронтах Великой Отечественной войны. Принимал участие в боях на Юго-Западном (596-й полк ночных бомбардировщиков), Сталинградском, 2-м и 4-м Украинских фронтах, летал на биплане «По-2».
В начале 1943 года трижды летал в тыл противника на самолете «У-2» с посадкой на территории, занятой врагом в районе Ростова-на-Дону. Он доставлял партизан, направленных в тыл для выполнения боевого задания.
К февралю 1944 года гвардии капитан Иван Волков был штурманом эскадрильи 60-го гвардейского бомбардировочного авиаполка 2-й гвардейской бомбардировочной авиадивизии 8-й воздушной армии 4-го Украинского фронта. Совершал бомбардировки скоплений войск противника, сбрасывание грузов советским наземным частям, доставку разведчиков во вражеский тыл. К февралю 1944 года Волков совершил 703 боевых вылета, уничтожив 18 танков, 94 машины, 8 самолётов на аэродромах, 123 железнодорожных вагона, 4 водных переправы, а также ряд других объектов противника.
Указом Президиума Верховного Совета СССР от 1 июля 1944 года за «образцовое выполнение боевых заданий командования на фронте борьбы с немецкими захватчиками и проявленные при этом мужество и героизм» гвардии капитан Иван Волков был удостоен высокого звания Героя Советского Союза с вручением ордена Ленина и медали «Золотая Звезда» за номером 3913. 5 июля награду Волкову в Кремле вручил Николай Шверник.
В марте 1945 года Волков был направлен на учёбу на командный факультет Военно-воздушной академии. К тому времени он совершил более 730 боевых вылетов. В 1949 году с отличием окончил академию. Проходил службу в Ленинградском военном округе, служил в должности начальника отделения оперативного отдела штаба 76-й Воздушной армии.
В 1950—1953 годах гвардии подполковник Волков в должности начальника оперативного отдела штаба 64-го истребительного авиационного корпуса находился в специальной командировке (Корейская война), где проявил себя высокопрофессиональным специалистом. Награждён боевой иностранной наградой.
В 1958 году полковник Волков окончил Военную академию Генерального штаба. Участвовал на двухсторонних военных учениях ВВС и ПВО страны в качестве посредника, где проявил себя высокопрофессиональным специалистом как в области практических действий, так и теоретических разработках. Окончил службу на посту начальника оперативного отдела, заместителя начальника штаба 30-й воздушной армии с благодарностью командования за безупречную и плодотворную службу. В 1964 году в звании генерал-майора авиации он был уволен в запас.
Проживал в Риге, работал заместителем директора института «Атомэлектропроект». В декабре 1984 года по настоянию жены переехал на её родину, в город Курган. Активно занимался патриотическим воспитанием молодёжи.
Иван Степанович Волков умер 23 января 1989 года. Похоронен на кладбище села Кетово Кетовского сельсовета Кетовского района Курганской области, ныне село — административный центр Кетовского муниципального округа той же области.

## Награды
- Герой Советского Союза, 1 июля 1944 года[8]
  - Орден Ленина
  - Медаль «Золотая Звезда» № 3913
- Два ордена Красного Знамени 17 июня 1942 года[9], 10 апреля 1943 года[10]
- Орден Отечественной войны I степени, 6 апреля 1985 года[11]
- Орден Красной Звезды, 13 июня 1952 года[2].
- Медали, в том числе:
  - Медаль За боевые заслуги, 30 апреля 1947 года
  - Медаль «За оборону Сталинграда», 1942 год[12].
  - Медаль «За победу над Германией в Великой Отечественной войне 1941—1945 гг.».
  - Медаль За безупречную службу I и II степени.
- Знак «Победитель социалистического соревнования», 1973 или 1975 год[13]
- Иностранная награда (возможно Орден Государственного флага КНДР[14]).

## Память
- Мемориальная доска на доме, где жил; г. Курган, ул. Максима Горького, 63[15] .
- Упомянут на дополнительной мемориальной доске на стеле Героев на Аллее Славы в г. Кургане. На церемонии её открытия 1 мая 2015 года присутствовали родственники Героя[16].